# 若松町 (東京都府中市)
若松町（わかまつちょう）は、東京都府中市の地名。現行行政地名は若松町一丁目から若松町五丁目。郵便番号は183-0005（武蔵府中郵便局管区）。

## 地理
府中市の東部に位置する地域である。地内中心部には東西に国道20号（甲州街道）、南北に都道府中小平線（新小金井街道）が貫いている。南から時計回りに清水が丘、緑町、浅間町、多磨町、紅葉丘及び白糸台に隣接する。町内は主に住宅地として利用されている。

### 地価
住宅地の地価は、2014年（平成26年）1月1日の公示地価によれば、若松町3丁目25番17の地点で27万5000円/m2となっている。

## 歴史
1889年（明治22年） の町村制施行から府中市発足までは北多摩郡多磨村に属していた。1954年（昭和29年）4月1日に府中市成立により府中市の一部となり、1964年（昭和39年）に大字常久、是政、上染屋、人見の各一部から若松町が成立した。府中市発行の本によると、町名の由来は「この地区は人見、常久、是政の飛地により成立しており、いずれも歴史に関係が深く三者の意見が対立したため、将来に向かって若々しく目出たい佳名ということで若松町という決定をみたもの」である。

### 合の道
合の道（あいのみち）は、品川道と旧甲州街道を結ぶ間の道。三本ほど確認されている。

## 世帯数と人口
2018年（平成30年）1月1日現在の世帯数と人口は以下の通りである。
| 丁目         | 世帯数    | 人口     |
| ------------ | --------- | -------- |
| 若松町一丁目 | 1,795世帯 | 3,348人  |
| 若松町二丁目 | 1,748世帯 | 3,786人  |
| 若松町三丁目 | 1,186世帯 | 2,601人  |
| 若松町四丁目 | 1,181世帯 | 2,762人  |
| 若松町五丁目 | 239世帯   | 649人    |
| 計           | 6,149世帯 | 13,146人 |

## 小・中学校の学区
市立小・中学校に通う場合、学区は以下の通りとなる。
| 丁目         | 番地                                                                                  | 小学校                 | 中学校                 |
| ------------ | ------------------------------------------------------------------------------------- | ---------------------- | ---------------------- |
| 若松町一丁目 | 1〜8番地                                                                              | 府中市立若松小学校     | 府中市立府中第四小学校 |
| 若松町一丁目 | その他                                                                                | 府中市立府中第四小学校 | 府中市立府中第九中学校 |
| 若松町二丁目 | 39番地の7 40番地の1〜2、5 40番地の8、11〜20 40番地の23、30、32 40番地の40〜42、51〜55 | 府中市立府中第十小学校 | 府中市立府中第二中学校 |
| 若松町二丁目 | その他                                                                                | 府中市立若松小学校     | 府中市立浅間中学校     |
| 若松町三丁目 | 27〜42番地                                                                            | 府中市立府中第十小学校 | 府中市立府中第二中学校 |
| 若松町三丁目 | その他                                                                                | 府中市立若松小学校     | 府中市立浅間中学校     |
| 若松町四丁目 | 19〜45番地                                                                            | 府中市立府中第十小学校 | 府中市立府中第二中学校 |
| 若松町四丁目 | 7番地の1、6 7番地の9、14〜24 52番地の1〜2、4 52番地の6、10、17〜30                    | 府中市立府中第六小学校 | 府中市立府中第五中学校 |
| 若松町四丁目 | その他                                                                                | 府中市立若松小学校     | 府中市立浅間中学校     |
| 若松町五丁目 | 7〜17番地                                                                             | 府中市立府中第十小学校 | 府中市立府中第二中学校 |
| 若松町五丁目 | その他                                                                                | 府中市立若松小学校     | 府中市立浅間中学校     |

## 交通

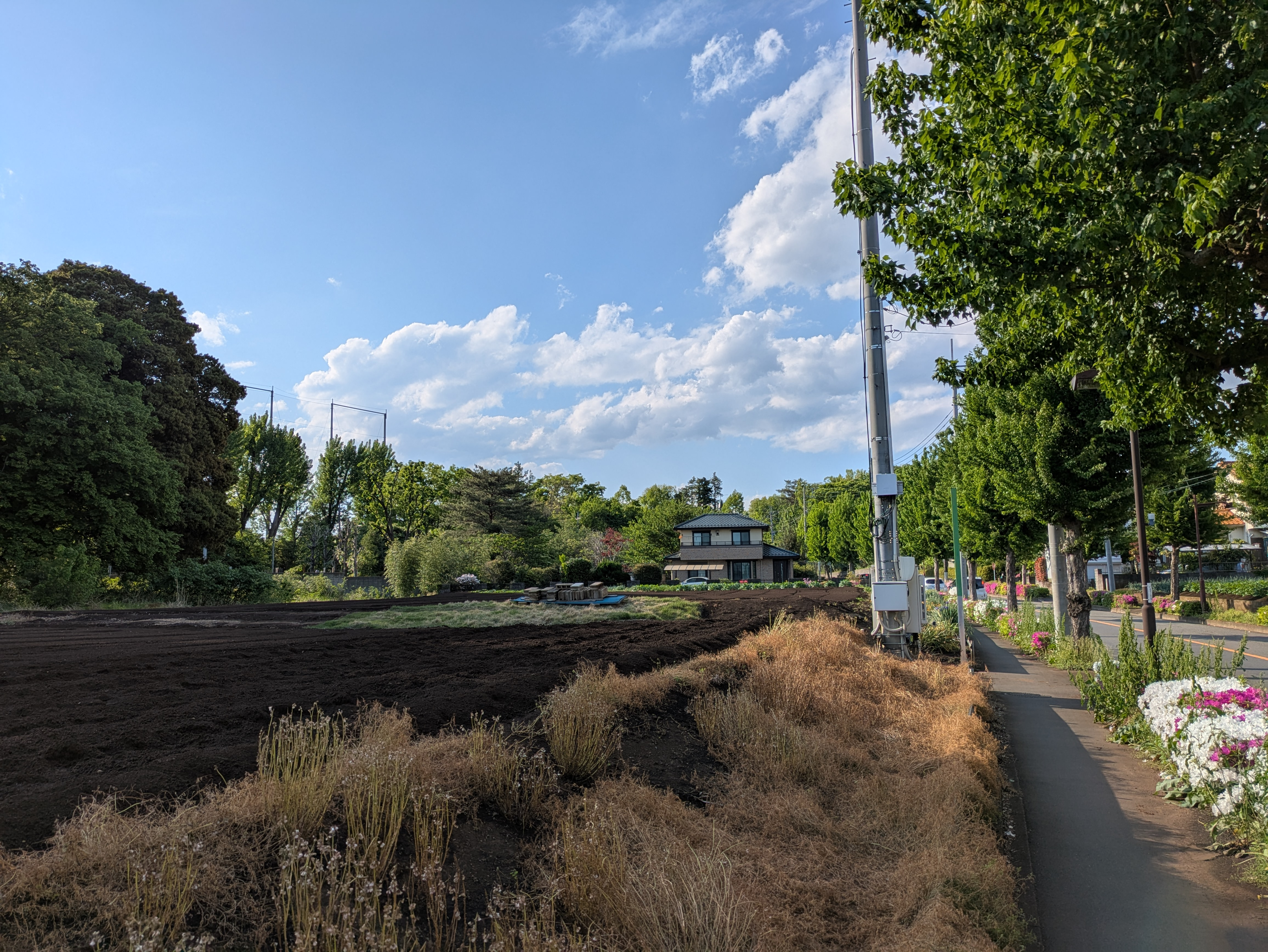
若松町5丁目浅間山通り

### 鉄道
| 隣接する街区の駅                                                 |
| ---------------------------------------------------------------- |
| 京王線 - 多磨霊園駅(KO 22) 京王線 京王競馬場線 - 東府中駅(KO 23) |

東府中駅は街区南側境界線上にある。

### 道路
- 国道20号（甲州街道）
- 東京都道110号府中三鷹線（旧人見街道）
- 東京都道229号府中調布線（旧甲州街道）
- 東京都道248号府中小平線（新小金井街道）
- 浅間山通り

## 施設

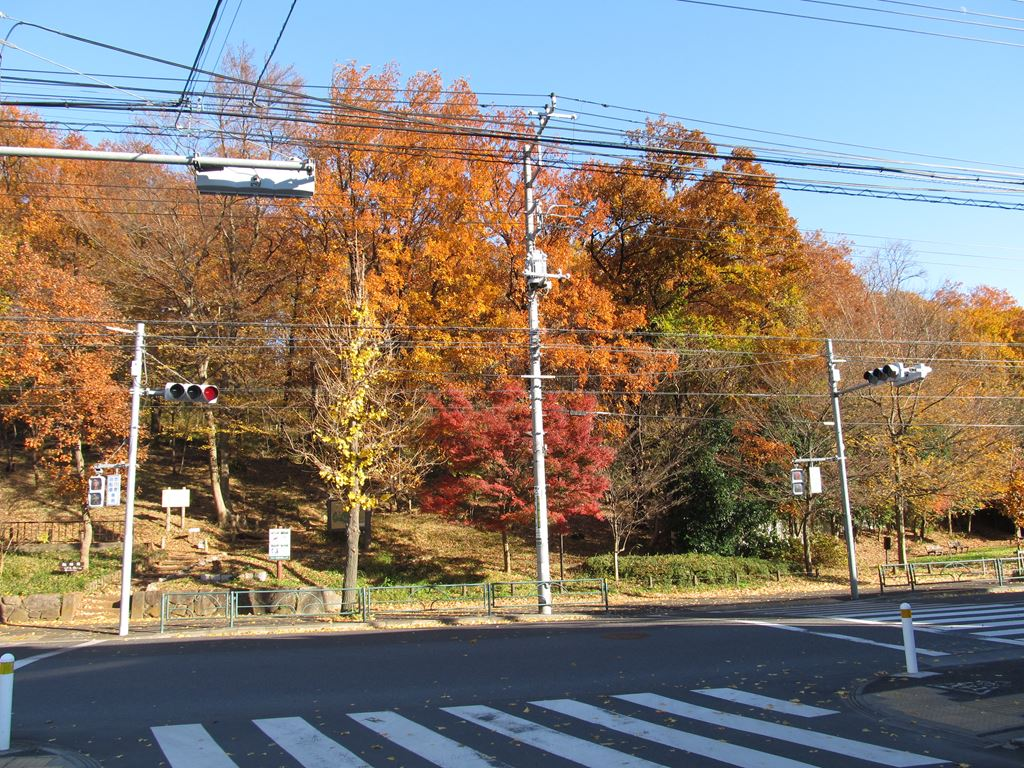
浅間山

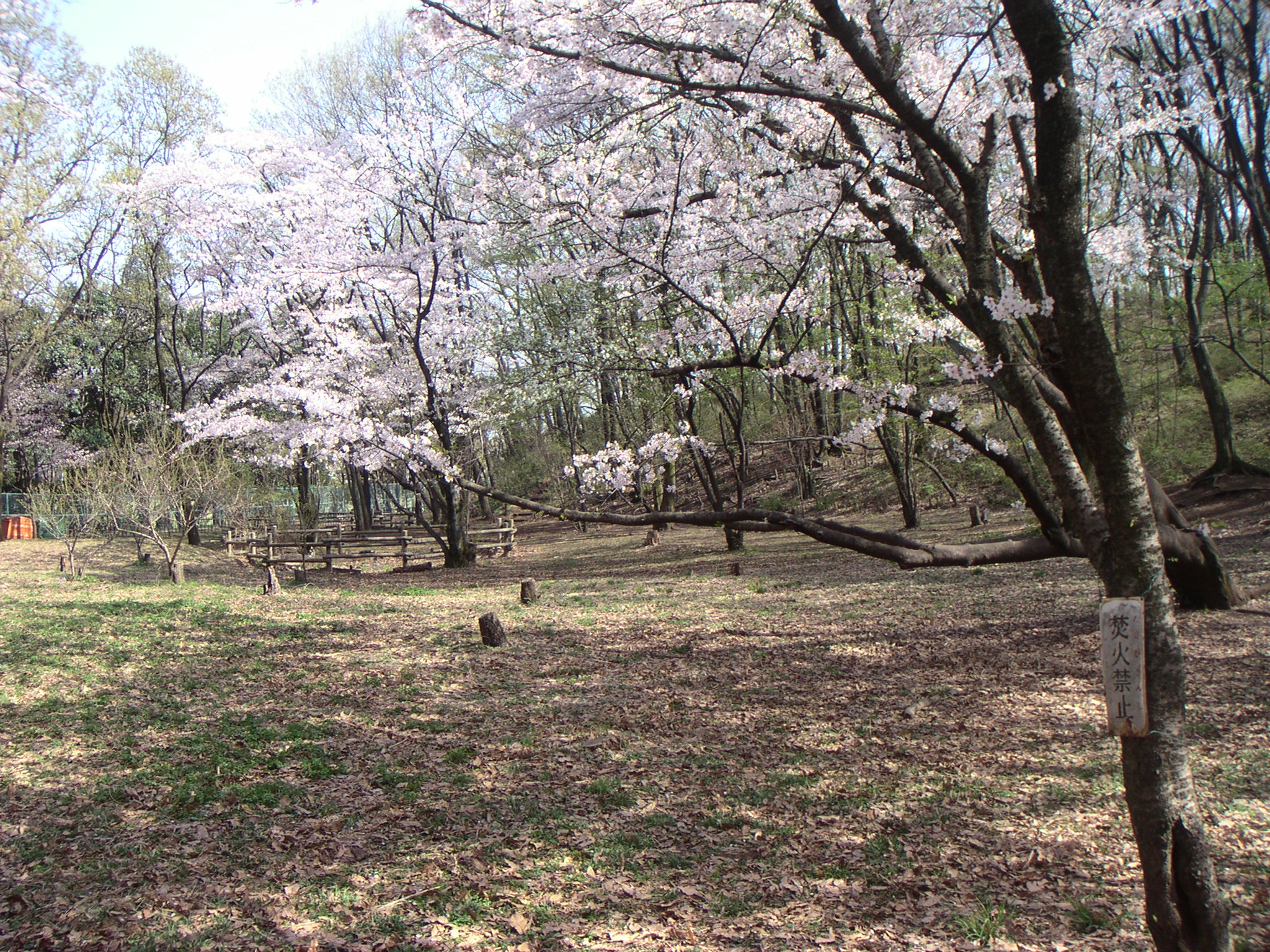
浅間山公園

- 浅間山 (東京都)・浅間山公園
- 東京都立府中工科高等学校
- 府中市立若松小学校
- 府中市立府中第十小学校
- ゴルフ5府中店
- ニトリ府中店
- 洋服の青山東京府中店
- サミット府中若松店
- ライダーズスタンド府中２りんかん
- ピーシーデポコーポレーション
- サンドラッグ本社・研修所
- 富山県学生寮
- 明治大学内海・島岡ボールパーク